# De waarde-ring
Heer Bommel en de waarde-ring (in boekuitgaven/spraakgebruik verkort tot De waarde-ring) is een verhaal uit de Bommelsaga, geschreven en getekend door Marten Toonder. Het verhaal verscheen voor het eerst op 18 januari 1971 en liep tot 2 april 1971. Thema: Hebzucht.

## Hoorspel
- De waarde-ring in het Bommelhoorspel